# Faramarz Zelli
Faramarz Zelli (Teheran, 1º giugno 1942 – Teheran, 1º aprile 2025) è stato un calciatore iraniano, di ruolo portiere.

## Carriera

### Club
Giocò per 15 anni nel campionato iraniano.

### Nazionale
Con la maglia della nazionale vinse la Coppa d'Asia 1968.

## Palmarès

### Nazionale
- Coppa d'Asia: 1

1968